# 萨穆西
萨穆西（法語：Samoussy，法語發音：[samusi]）是法国上法蘭西大區埃纳省的一个市镇，属于拉昂区。

## 地理
萨穆西（49°35'6"N, 3°44'2"E）面积25.04 平方千米，位于法国上法蘭西大區埃纳省，该省份为法国北部内陆省份，北起北部省，西接索姆省和瓦兹省，东临阿登省和马恩省，西南至塞纳-马恩省，东北部与比利时接壤。
与萨穆西接壤的市镇（或旧市镇、城区）包括：阿蒂苏拉昂、巴朗通比尼、尚布里、库西莱塞普、埃普、日济、马尔谢、蒙索勒瓦斯特。

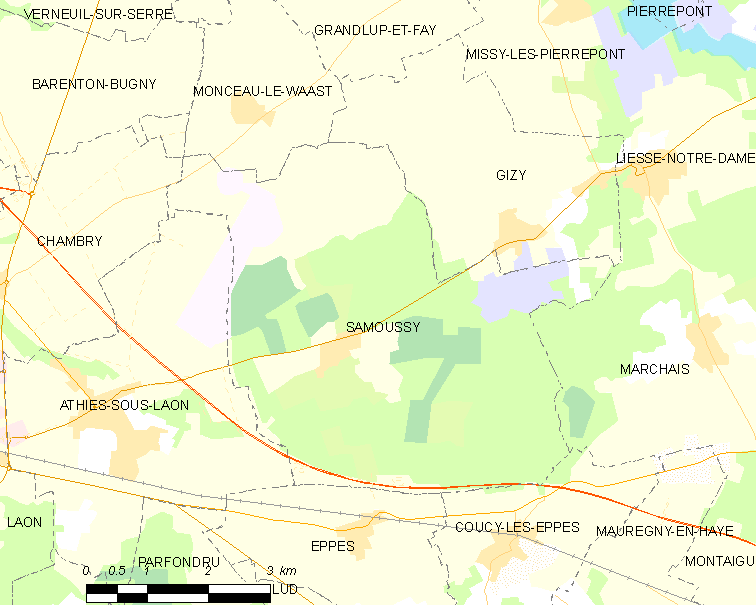
萨穆西的OSM定位图

萨穆西的时区为UTC+01:00、UTC+02:00（夏令时）。

## 行政
萨穆西的邮政编码为02840，INSEE市镇编码为02697。

## 政治
萨穆西所属的省级选区为拉昂第二县。

## 人口

1962-2008年间萨穆西人口变化图示

萨穆西于2022年1月1日时的人口数量为387人。